# Джан-Мухаммед (ногайский мирза)
Джан-Мухаммед (Ядгар Мухаммед, Ян Магмет, Зейнеш, Зениет) — мангытский вождь, один из сыновей, бия Ногайской орды Мусы.
В 1505 г. был среди мирз, получивших дары от Литовского посольства. Совершал регулярные набеги на русские окраины. В 1508 году Саид-Ахмет сообщал Василию III, что братья сами разобрались с ним. Когда около 1516 г. Алчагир был разгромлен Шейх-Мухаммедом и ряд ногайских мирз искали прибежища у крымского хана Мухаммед Гирея среди них был Джан Мухаммед. В 1519 г., после захвата ногайской орды казахами был среди ногайских беженцев в Бахчисарае.
В 1552 году ногаец с именем Джан-Мухаммед возглавлял отряд, посланный бием Юсуфом для сопровождения астраханского царевича Джан-Мухаммеда на Казанский престол. В. В. Трепавлов считает, что это был именно брат Юсуфа и он должен был стать беклярбеком при казанском хане. Видимо, возглавлял оборону Казани, руководил вылазкой из города на русские укрепления, которая закончилась неудачей.